# Tatosoma transitaria
Tatosoma transitaria là một loài bướm đêm trong họ Geometridae.